# Cratere Chur
Chur  è un cratere sulla superficie di Marte.